# Тензор Вейля
Тензор кривини Вейля — частина тензора кривини Рімана з нульовим слідом. Іншими словами, це тензор, що задовольняє всім властивостям симетрії тензора Рімана з додатковою умовою, що побудований за ним тензор Річчі дорівнює нулю.
Названий на честь Германа Вейля.

## Означення
Тензор Вейля можна отримати з тензора кривини, якщо відняти від нього певні комбінації тензора Річчі і скалярної кривини. Формула для тензора Вейля найлегше записується через тензор Рімана в формі тензора валентності (0,4):
{\displaystyle W=R-{\frac {1}{n-2}}\left(Ric-{\frac {s}{n}}g\right)\circ g-{\frac {s}{2n(n-1)}}g\circ g}
де n — розмірність многовида, g — метрика, R — тензор Рімана, Ric — тензор Річчі, s — скалярна кривина, а h O k — так званий  добуток Кулкарні - Номідзу , добуток двох симетричних тензорів валентності (0,2) є тензор валентності (0,4), що задовольняє симетрії тензора кривини:
| {\displaystyle (h\circ k)(v_{1},v_{2},v_{3},v_{4})=} | {\displaystyle h(v_{1},v_{3})k(v_{2},v_{4})+h(v_{2},v_{4})k(v_{1},v_{3})-}    |
|                                                      | {\displaystyle {}-h(v_{1},v_{4})k(v_{2},v_{3})-h(v_{2},v_{3})k(v_{1},v_{4}).} |
У компонентах, тензор Вейля задається виразом:
{\displaystyle W_{abcd}=R_{abcd}-{\frac {2}{n-2}}(g_{a[c}R_{d]b}-g_{b[c}R_{d]a})+{\frac {2}{(n-1)(n-2)}}R~g_{a[c}g_{d]b}}
де {\displaystyle R_{abcd}} — тензор Рімана, {\displaystyle R_{ab}} — тензор Річчі, {\displaystyle R} — скалярна кривина і [] позначає операцію антісімметрізації.